# Kitselaid
Kitselaid ist eine unbewohnte Insel, 35 Meter von der größten estnischen Insel Saaremaa entfernt. Die Insel liegt in der Landgemeinde Saaremaa im Kreis Saare. Die rund drei Hektar große Insel gehört zum Nationalpark Vilsandi.